# ارنست موهلن
ارنست موهلن (انگلیسی: Ernest Mühlen; ۸ ژوئن ۱۹۲۶ – ۱۹ مارس ۲۰۱۴) اقتصاددان، سیاستمدار، و روزنامه‌نگار اهل لوکزامبورگ بود.